# Mille carré
Pour les articles homonymes, voir Mi2.

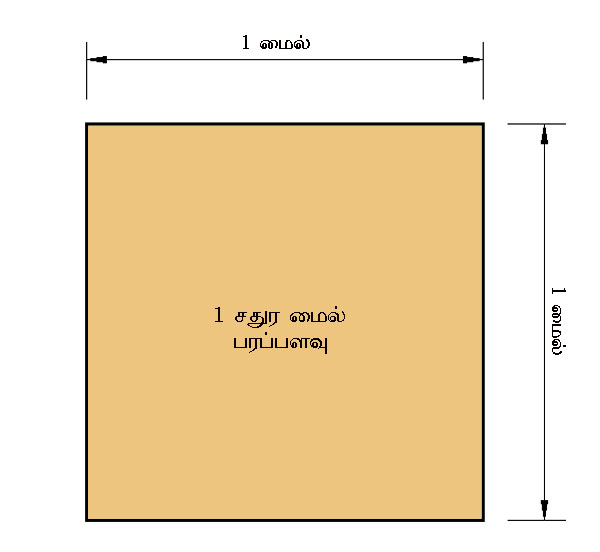

Le mille carré (symbole mi2) est une unité de mesure de superficie anglo-saxonne. Elle représente un carré d'un mille de côté.

## Conversions
1 mille carré =
- 4 014 489 600 pouces carrés
- 27 878 400 pieds carrés
- 3 097 600 verges carrées
- 640 acres
- 25 899 881 103,36 centimètres carrés
- 2 589 988,110 336 mètres carrés
- 2,590 kilomètres carrés